# Bondari
Bondari (in russo Бо́ндари?) è un villaggio dell'oblast' di Tambov, in Russia; è il centro amministrativo del rajon Bondarskij.
Si trova sul fiume Bol'šoj Lomovis (bacino della Cna), 75 km a nord-est di Tambov.